# Cleopatra (Artemisia Gentileschi, Milán)
Cleopatra es un óleo sobre lienzo de 1611-1612 de la reina Cleopatra realizado por la pintora italiana Artemisia Gentileschi. En la actualidad, se encuentra en la colección privada Etro en Milán.
Esta obra es indiscutiblemente del taller de Gentileschi, pero existen dudas sobre si la autoría pertenece a Orazio o Artemisia.

## Descripción

### Temática
La pintura muestra a la reina egipcia Cleopatra sola, en los momentos previos a suicidarse, sometiéndose a la mordedura de una serpiente venenosa. Un tema común para los artistas de la época, Artemisia Gentileschi pudo haberse inspirado en el relato de Plutarco que describía su muerte por la picadura de un áspid.
La postura de Cleopatra se basa en la de una antigua estatua ahora conocida como Ariadna dormida, que se pensaba que representaba a Cleopatra con una joya con forma de serpiente en el brazo.

### Atribución
Dada la estrecha colaboración entre padre e hija al comienzo de la carrera de Artemisia, los historiadores del arte han tenido problemas para llegar a un consenso sobre la atribución de esta obra. 
Keith Christiansen ha asegurado que se trata de una obra de Orazio, dada la magistral representación de los textiles, por los que este era famoso.Mary D. Garrard aboga por una atribución a Artemisia, dada la fuerte tensión emocional de la pieza,mientras que Letizia Treves cita la interpretación realista de la forma femenina como evidencia concluyente de la autoría de Artemisia.

## Historia
Se sabe que Cleopatra formó parte de la colección de Pietro Gentile hasta 1640-1641, colgada en el Palazzo Gentile de Génova junto a su Lucrecia.Permaneció en la colección de la familia Gentile hasta principios del siglo XIX, momento en el que figura en la colección Adorno.Más tarde, apareció en la colección Morandotti en 1971, desde la que fue prestado a la exposición Gentileschi en 2001.
Durante 1967-1978 se llevaron a cabo extensos trabajos de restauración, que revelaron una gran profundidad de color y habilidad en la representación. Los conservadores también retiraron una gran tira de lienzo de la parte superior de la pintura, que se consideró una adición posterior.En abril de 2004, Cleopatra fue adquirido por la colección Gerolamo Etro de Milán.